# MINIX文件系统
MINIX檔案系統（英語：MINIX file system），一種檔案系統，是MINIX作業系統中的原生檔案系統，由安德鲁·斯图尔特·塔能鲍姆於1980年代創作，於1987年伴隨著Minix 1.0版一同釋出。它源自於Unix文件系统的基本結構，為了使原始碼簡潔，以方便教學，許多複雜的功能都沒有在這個檔案系統中實作，但這也使得它的效能與功能受限。林纳斯·托瓦兹在1991年創作Linux核心時，最初採用了Minix檔案系統，直到1992年4月，才以延伸檔案系統來取代它。

## 设计与实现
一个MINIX文件系统由 6 个组成部分：
- 第一个块永远是引导块。它包含一个用于在系统启动阶段加载和运行操作系统的引导程序。
- 第二个块是超级块，它存储当前文件系统的相关信息。操作系统可以用这些信息来定位和理解其它文件系统结构数据。例如，inode 和数据区域的数量，两个位图的大小和数据区的起始块号。
- inode 位图是一个用于跟踪 inode 使用状况的数据结构。它以比特位表示使用状况，1 表示已使用，0 表示空闲。
- 数据区域位图的工作原理与 inode 位图相同，但它跟踪的是数据区域。
- inode 区域。每个文件或目录都被表示为一个 inode，inode 记录文件的元数据，包括类型（文件，目录，块设备，字符设备，管道），用户 ID 和用户组 ID，最后访问时间、最后修改时间和最后状态变更时间三组时间戳。一个 inode 还包含一个地址列表，这些地址指向文件或目录实际的存储区域。
- 数据区域是文件系统的最大组成部分。它是文件和目录实际的存储区域。